# Alagir

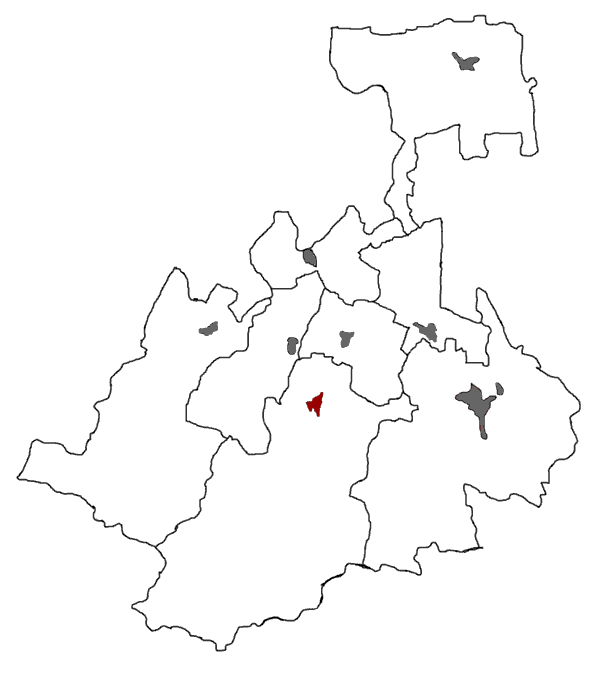
Localização da cidade na Ossétia do Norte

Alagir (Em russo: Алаги́р) é uma cidade localizada na Ossétia do Norte, Rússia. Está situada ao oeste do Rio Ardon, a 54 km. ao oeste da capital Vladikavkaz. No ano de 2002 tinha uma população de 21.496 habitantes. Foi fundada no ano de 1850 pelo príncipe Mikhail Vorontsov, namestnik do Cáucaso. Inicialmente foi uma fortificação militar.